# Jakob Palij
Jakob Palij, właściwie Jakiw Palij (ur. 16 sierpnia 1923 w Piadykach, zm. 9 stycznia 2019 w Ahlen) – nazistowski kolaborator ukraińskiego pochodzenia. Strażnik w obozie pracy w Trawnikach. Podejrzewany o współudział w zbrodniach wojennych i zamordowaniu kilku tysięcy ludzi, w 2016 umieszczony na 10. miejscu listy najbardziej poszukiwanych zbrodniarzy nazistowskich Centrum Szymona Wiesenthala. Po wojnie osiadły w USA.

## Życiorys
Palij urodził się w rodzinie ukraińskiej we wsi Piadyki w powiecie kołomyjskim, w województwie stanisławowskim jako obywatel Polski. W 1943 jako Hilfswillige służył w batalionie SS Karla Streibla jako strażnik w obozie pracy w Trawnikach. 3 listopada 1943 oddziały SS i policji zastrzeliły niemal wszystkich więźniów obozu – ok. 6000 osób. Obóz zamknięto w 1944, Palij miał wg dokumentów sądowych przebywać wtedy na linii frontu. W batalionie służył do końca wojny.
W 1949 Palij wyemigrował do USA, gdzie do emerytury pracował jako kreślarz. W 1957 otrzymał obywatelstwo Stanów Zjednoczonych. Zataił wojenną przeszłość, twierdząc że podczas życia w Europie pracował jedynie w gospodarstwie ojca jako świniopas i w fabryce. Mieszkał w Nowym Jorku, w dzielnicy Queens (Jackson Heights, 89th Street).
W 1993 anonimowy były strażnik trawnickiego obozu doniósł władzom amerykańskim o mieszkającym w USA Paliju. Po jego odnalezieniu Departament Sprawiedliwości zarzucił mu podanie przed laty nieprawdziwej informacji; Palij przyznał się do pracy w Trawnikach, odrzucił jednak oskarżenia o zbrodnie wojenne. W drugim przesłuchaniu, w 2001 Palij podpisał dokument stwierdzający, że był strażnikiem w Trawnikach i członkiem batalionu Streibla. W 2003 został pozbawiony amerykańskiego obywatelstwa (denaturalizowany) za zatajenie wojennej przeszłości. W 2004 amerykański sąd nakazał wydalić go z kraju. Nie doszło do tego, bowiem ani Polska, ani Ukraina, ani Niemcy nie chciały go przyjąć. Prezydent Światowego Kongresu Ukraińców Askold Łozinski nie zgadzał się z decyzją Federalnego Trybunału Imigracyjnego USA i uważał, że decyzja o deportacji jest niesprawiedliwa. Obecność Palija w Nowym Jorku nie podobała się miejscowym politykom, którzy wywierali presję na rząd USA, aby ten doprowadził do wydalenia go z kraju. W lipcu 2017 skierowali do Departamentu Stanu wezwanie do deportacji. Jeszcze w 2016 Centrum Szymona Wiesenthala umieściło go na 10. miejscu listy najbardziej poszukiwanych zbrodniarzy nazistowskich.
Do deportacji do Niemiec, choć nigdy nie był obywatelem tego państwa, doszło 21 sierpnia 2018. Samolotem wojskowym został przewieziony do Düsseldorfu, a następnie ambulansem do ośrodka opieki geriatrycznej w Ahlen. Tam też zmarł 9 stycznia 2019 w wieku 95 lat. W Niemczech nie wszczęto przeciwko niemu nigdy żadnego dochodzenia. Palij był ostatnim podejrzanym o nazistowskie zbrodnie wojenne mieszkańcem USA.